# 暗斑歧鬚鮠
暗斑歧鬚鮠，為輻鰭魚綱鯰形目倒立鯰科的其中一種，為熱帶淡水魚，分布於非洲坦干伊喀湖、Kasai河、三比西河上游、Okovango、庫內內河與凌波波河上游流域，體長可達38.5公分，棲息在底中層水域，以昆蟲、甲殼類及植物為食，生活習性不明，可做為觀賞魚及食用魚。